# Les Chants de l'Aurore
Les Chants de l'Aurore (hrv.: „Pjesme zore”) sedmi je studijski album francuskog sastava Alcest. Diskografska kuća Nuclear Blast objavila ga je 21. lipnja 2024.

## O albumu
Skupina je u svibnju 2022. izjavila da je napisala pjesme za novi album. U lipnju iduće godine sastav je izjavio da je počeo snimati album te da će ga snimati na različitim lokacijama. Uradak je službeno najavljen 23. veljače 2024., istoga dana kad je uz popratni spot objavljen i prvi singl „L'Envol”. Drugi i posljednji singl „Flamme jumelle” objavljen je 18. travnja 2024., također uz popratni spot.
U intervjuu s časopisom Kerrang! o albumu frontmen Neige izjavio je da je nakon dvaju albuma „nadahnutih mračnim vremenima u kojima živimo” svjesno želio snimiti uradak „na kojem ima mnogo sklada, ljepote i pozitivnosti”. Dodao je i da naslov djelomično upućuje na „ponovno rođenje”.

## Popis pjesama
Tekstovi: Neige, osim na pjesmi „L'adieu”, čiji je tekst preuzet iz pjesme Guillaumea Apollinairea, glazba: Neige.
| 1.    | »Komorebi«                             | 6:39 |
| 2.    | »L'Envol«                              | 8:02 |
| 3.    | »Améthyste«                            | 8:30 |
| 4.    | »Flamme jumelle«                       | 5:17 |
| 5.    | »Réminiscence« (instrumentalna pjesma) | 2:50 |
| 6.    | »L’Enfant de la Lune (月の子)«         | 7:28 |
| 7.    | »L’Adieu«                              | 4:52 |
| 43:38 |                                        |      |

## Recenzije
| Zbirne ocjene    | Zbirne ocjene |
| Izvor            | Ocjena        |
| ---------------- | ------------- |
| Metacritic       | 77/100        |
| Recenzije        |               |
| Izvor            | Ocjena        |
| Blabbermouth.net | 8/10          |
| Distorted Sound  | 9/10          |
| Exclaim!         | 7/10          |
| Kerrang!         | 3/5           |
| Metal Hammer     | [ 16 ]        |
| Metal Injection  | 9/10          |
| PopMatters       | 8/10          |
| Ravno do dna     | 8/10          |
| Sputnikmusic     | 4/5           |

Na Metacriticu, koji glazbenim uradcima daje ocjenu od 0 do 100 na temelju prosječne ocjene recenzenata raznih publikacija, album je dobio ukupno 77 bodova na temelju četiri recenzije, što znači da je dobio „uglavnom pozitivne kritike”.
Distorted Sound dao mu je devet bodova od njih deset napisavši da je to primjer „još jedne prelijepe evolucije za Alcest” te da na njemu „ponovno utvrđuju gdje je granica između njegove svjetlije i tamnije strane”. Jednaku mu je ocjenu dala i recenzentica Metal Injectiona, koja je napisala da je skupina uratkom postigla „trijumf” te da i dalje „visoko podiže svoje standarde”. Dodala je da članovi sastava „stvaraju glazbu koju je teško zanemariti, koja vas uvlači sve dublje i dublje dok slušate album”. Metal Hammer dao mu je četiri zvjezdice od njih pet zaključivši da se skupina na uratku „vratila [blackgazeu]” i da su rezultati „zapanjujući”.
U osvrtu za Ravno do dna Petar Prelog izjavio je da sastav „i dalje suvereno korača preko granica žanrova te odbacuje robovanje stilskim određenjima, stvarajući glazbu ugođaja koja će vas potpuno zaokupiti”. Dao mu je osam bodova od njih deset. Osam bodova od njih devet dao mu je i Blabbermouth.net, čiji je recenzent komentirao da se skupina „potpuno odvojila od krutih pojmova o blackgazeu” te da se frontmen Neige „vratio prvom vrelu i sagradio novi spomenik miru i skladu koji, čak i kad je najljepši, izvire iz nutrine”. Sputnikmusicov recenzent dao mu je četiri boda od njih pet izjavivši da u usporedbi sa svim albumima u diskografiji sastava „potpuno i precizno pokazuje o kakvoj je grupi riječ” te da je stoga dobar album za one koji tek počinju slušati Alcest.
Brice Ezell dao mu je osam bodova od njih deset u osvrtu za PopMatters i napisao je da je sastav „na tipično upečatljiv način satkao svjetlo i tamu [u pjesme na albumu]”. Zaključio je da se glazba članova grupe „odlično razvija”. Recenzent časopisa Exclaim! dao mu je sedam bodova od njih deset i izjavio je da uradak „ne doseže visine nekih prijašnjih radova (pogotovo zamršene Kodame ili [...] Écailles de lunea), ali svejedno oduzima dah”. Kerrang! je komentirao da su se na albumu „raščistili oblaci [s prijašnjih albuma] i ponovno se pojavilo sjajno svjetlo” te je zaključio da je uradak „nalik na putovanje, a premda odredište nije posve jasno, svakako se putuje prema svjetlu”.

## Zasluge
| Alcest - Neige – vokal, gitara, bas-gitara, sintesajzer, glasovir, zvončići; snimanje, miksanje - Winterhalter – bubnjevi, udaraljke; inženjer zvuka, snimanje, miksanje Dodatni glazbenici - Élise Aranguren – dodatni vokal - Gísli Gunnarsson – dodatni vokal - Haruna Nakaie – dodatni vokal, viola da gamba; naracija (na pjesmi „L’Enfant de la Lune (月の子)” - France Lafumat – dodatni vokal - Margot Gentil – dodatni vokal - Sacha Gentil – dodatni vokal | Ostalo osoblje - Chris Edrich – miksanje - Mika Jussila – mastering - Yoann Lossel – omot albuma - Førtifem – dizajn - Andy Julia – fotografija |

## Ljestvice
| Ljestvica                                    | Najviša pozicija |
| -------------------------------------------- | ---------------- |
| Austrija (Ö3 Austria)                        | 19.              |
| Belgija (Flandrija)                          | 132.             |
| Belgija (Valonija)                           | 174.             |
| Francuska (SNEP)                             | 77.              |
| Njemačka (Offizielle Top 100)                | 14.              |
| Škotska (OCC)                                | 36.              |
| Švicarska (Schweizer Hitparade)              | 22.              |
| Ujedinjeno Kraljevstvo (Album Downloads)     | 16.              |
| Ujedinjeno Kraljevstvo (Independent Albums)  | 8.               |
| Ujedinjeno Kraljevstvo (Rock & Metal Albums) | 3.               |